# MAN Lion's Star

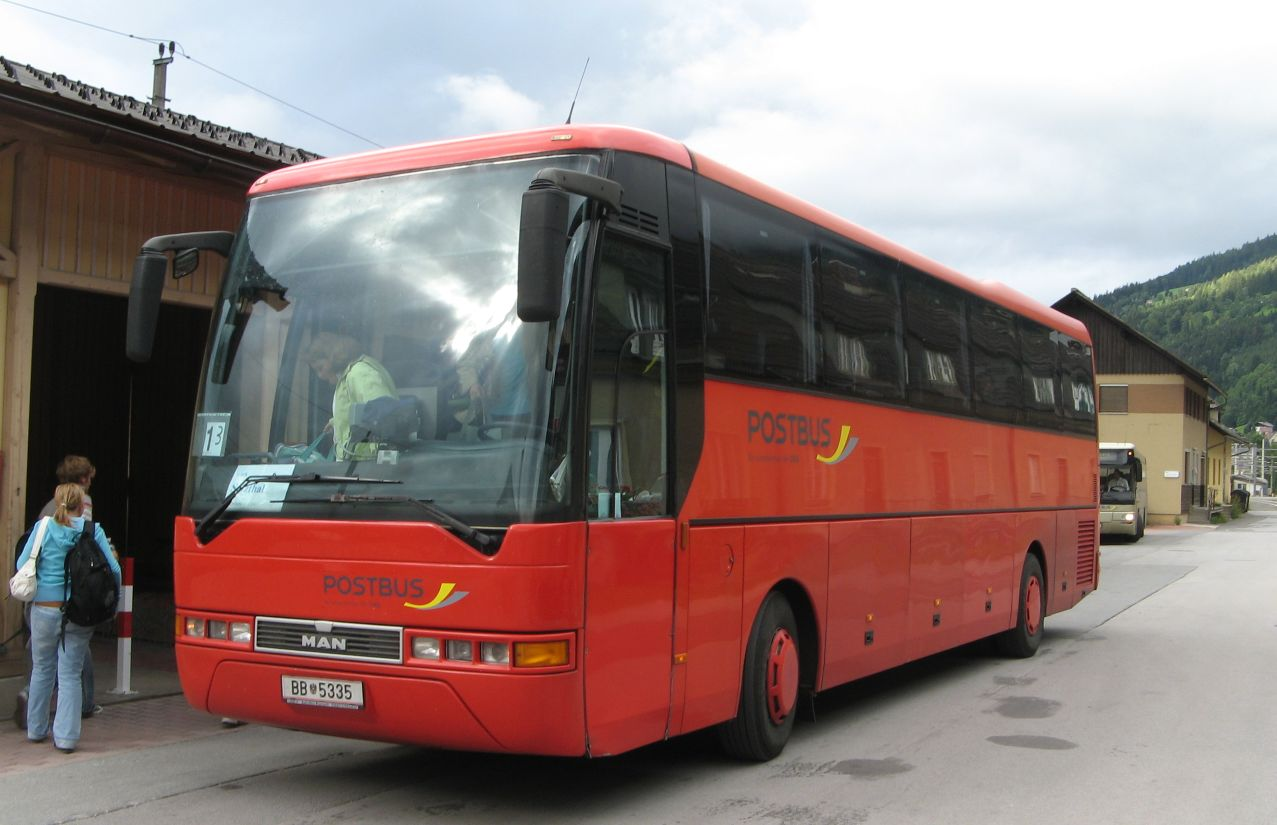
Lion's Star in dienst bij Postbus

Lion's Star is een type semitouringcar geproduceerd door de Duitse fabrikant MAN AG. Het type is leverbaar in een tweetal verschillende lengtes. De langste versie is een drieasser. De bus werd geïntroduceerd in 1996 als vervanger voor de MAN SR 360. In 1999 kreeg dit bustype een facelift.
De bus voldoet aan de Nederlandse T100-norm. Dit houdt in dat alle zitplaatsen voorzien zijn van een veiligheidsgordel en er geen stastangen zijn gemonteerd. Hierdoor mag de bus op autowegen en autosnelwegen 100 km/h.

## Technische gegevens
| Type           | Star      | Star L              |
| -------------- | --------- | ------------------- |
| Lengte         | 12 000 mm | 13 800 mm           |
| Breedte        | 2 550 mm  | 2 550 mm            |
| Hoogte         | 3 685 mm  | 3 812 mm            |
| Wielbasis      | 6 060 mm  | 6 600 mm + 1 470 mm |
| Vooroverbouw   | 2 680 mm  | 2 680 mm            |
| Achteroverbouw | 3 260 mm  | 3 050 mm            |
| Draaicirkel    | 20 610 mm | 22 100 mm           |

### Inzetgebieden
In Nederland deed de Lion's Star tijdelijk dienst bij Connexxion als versterkingsbus voor de Q-liners tussen Groningen – Leeuwarden – Heerenveen – Lelystad.
| Land       | Bedrijf           | Type   | Aantal | Serie       | Inzet                       | Opmerking                    |
| ---------- | ----------------- | ------ | ------ | ----------- | --------------------------- | ---------------------------- |
| Denemarken | Deense leger      | Star   | 1      | ??          | Legerbus                    |                              |
| Duitsland  | 1. FC Nürnberg    | Star L | 1      | ??          | Spelersbus                  |                              |
| Duitsland  | HSV               | Star L | 1      | ??          | Spelersbus                  |                              |
| Italië     | Start Romagna     | Star   | 2      | 20615-20616 | Forlì-Cesena                |                              |
| Kroatië    | GNK Dinamo Zagreb | Star L | 1      | ??          | Spelersbus                  |                              |
| Nederland  | Connexxion        | Star   | 1      | 5803        | Qliner Groningen – Lelystad | Als versterkings-/reservebus |